# Veronika Kozelská-Fenclová
Veronika Kozelská-Fenclová (* 21. ledna 1981 Praha), rozená Fenclová, je česká jachtařka.
Ve třídě Laser Radial v roce 2012 na letních olympijských hrách se umístila na devátém místě. Zúčastnila se i na olympijských hrách v Riu de Janeiru v roce 2016, kde postoupila do finále.

## Ocenění
V roce 2016 získala české ocenění jachtař roku, kde zvítězila v absolutním pořadí i v ženách za umístění na LOH.

## Výsledky
- 3. místo SP 2007 (společně s Lenkou Šmídovou ve třídě 470)
- 13. místo ME 2007 (společně s Lenkou Šmídovou ve třídě 470)
- 2 x 3. místo SP 2009
- 13. místo ME 2009
- 14. místo MS 2010
- 7. místo ME 2010
- 2. místo SP 2010 v celkovém hodnocení (4.,2.,3.)
- 6. místo SP 2011
- 4. místo ME 2011
- 4. místo MS 2011
- 9. místo LOH 2012 Londýn
- 7. místo ME 2014